# Nolana linearifolia
Nolana linearifolia es una de las 89 especies del género Nolana,familia de las solanáceas (Solanaceae) presentes en Chile. Esta especie tiene una distribución ubicada en la Región de Antofagasta y la Región de Coquimbo en Chile.

## Descripción
Nolana linearifolia se encuentra descrita como una hierba perenne, algunos ejemplares semejan hierbas anuales, es una especie que puede presentarse erecta o decumbente, es pubescente y glandular. Alcanza los 30 cm de altura.
Se caracteriza por tener flores grandes y solitarias, axilares, cáliz campanulado con lóbulos lineares acuminados, la corola posee de 5 pétalos lobulados unidos con forma de campana o embudo o gamopétalas, es de color liláceo y sus pétalos presentan dos incisiones profundas formando dos lóbulos grandes y uno pequeño, una estructura similar a la Nolana baccata. La garganta o embudo es pubescente de color blanco o lila pálido, no presenta el color amarillo de Nolana baccata. Posee 5 estambres desiguales, de color violeta oscuro y anteras de color lila.
Su fruto está formado por 5 a 6 mericarpos desiguales.
Presenta hojas lineales que le dan el nombre a esta especie.
Crece en sectores costeros y de interior en ambientes muy áridos de las regiones de Antofagasta y Atacama. Crece entre los 0 hasta los 500 metros sobre el nivel del mar y también en quebradas de la cordillera costa que son cubiertos por neblinas costeras. Las plantas se encuentran expuestas a la luz del sol en espacios abiertos de planicies costeras e interior. Florece en septiembre y con fenómeno de desierto florido se producen floraciones masivas.
La planta no resiste las heladas. Habita en un clima de rusticidad USDA equivalente a zonas 10 y 11.

## Nombres vernáculos
Esta especie es conocida como 'suspiro de campo' o simplemente como 'suspiro', al igual que otras especies del género.

## Importancia
Constituye una de las flores emblemáticas que aparecen durante la floración del fenómeno denominado Desierto florido
Es considerada un a planta con un alto potencial ornamental.

## Amenazas
Una de las principales amenazas de esta especie la constituyen factores antrópicos como la urbanización y ocupación del borde costero, la actividad minera y la corta por turistas y por el paso de vehículos durante competencias deportivas.